# Stahl Peak
Stahl Peak är en bergstopp i Antarktis. Den ligger i Östantarktis. Australien gör anspråk på området. Toppen på Stahl Peak är 1 826 meter över havet, eller 232 meter över den omgivande terrängen. Bredden vid basen är 2,2 km.
Terrängen runt Stahl Peak är kuperad norrut, men söderut är den platt. Trakten är obefolkad. Det finns inga samhällen i närheten.